# Paulien
Paulien is een meisjesnaam.
De naam is afgeleid van het Latijnse Paulus, wat "klein", "gering" of "bescheiden" betekent.
Ook Pauline, Paula en Paulette zijn afgeleid van Paulus of van Paul.

## Bekende naamdraagsters

### Paulien
- Paulien van Deutekom, een Nederlandse schaatsster
- Paulien Huizinga, een Nederlandse televisiepresentatrice
- Paulien Mathues, Belgische zangeres, won in 2013 The Voice van Vlaanderen
- Paulien van Dooremalen, een Nederlandse badmintonspeler
- Paulien Cornelisse, cabaretière
- Paulien van Schaik, een Nederlandse zangeres
- Paulien Zwart, een autocoureur
- Paulien Hogeweg, een Nederlandse Bioloog

### Pauline
- Pauline Parmentier, een Franse tennisspeelster
- Pauline Bonaparte, zus van Napoleon
- Pauline van Württemberg (1800-1873), huis van Wüttemberg
- Pauline van Württemberg (1810-1856), huis van Wüttemberg
- Pauline van Württemberg (1877-1965), huis van Wüttemberg
- Pauline Smeets, een Nederlandse politica, lid tweede kamer
- Pauline van der Wildt, een Nederlandse zwemster
- Pauline Slangen, Belgisch zangeres, won in 2021 Regi Academy

### Paula
- Paula Abdul, Amerikaans zangeres
- Paula Hitler, zus van Adolf Hitler
- Paula Majoor, Nederlands hoorspelactrice, onder andere de stem van Pippi Langkous
- Paula Paloma, Nederlands zangeres
- Paula Pareto, Argentijns judoka
- Paula Radcliffe, Engels atlete
- Paula Sleyp, Belgisch actrice die Paula uit Sesamstraat speelde
- Paula Udondek, Nederlandse tv-presentatrice

### Paulette
- Paulette Goddard, een Amerikaanse actrice, vrouw van Charlie Chaplin
- Paulette Smit, een Nederlandse actrice
- Paulette Cooper, een Amerikaans schrijver

## Fictieve naamdraagsters
- Pauline & Paulette, een Belgische film
- Paulien Snackaert, een personage uit de Belgische soap Thuis
- Paula uit Sesamstraat
- Pauline (geslacht), een geslacht van kreeftachtigen
- Paulette (Jack de Nijs), vroege single van Jack de Nijs/Jack Jersey
- Paula de koe

## Trivia
De namen Paulien, Pauline, Paulina, Paula en de Italiaanse variant Paola komen ook voor als achternaam.